# Lucas Sinoia
Lucas Januario Sinoia (ur. 22 marca 1966) – mozambicki bokser.
Reprezentował swój kraj w boksie na igrzyskach olimpijskich w 1988 i na igrzyskach olimpijskich w 1996, zajmując w obu przypadkach 17. miejsce.